# Vareš
Vareš (srbsky Вареш) je město a sídlo stejnojmenné opčiny v Bosně a Hercegovině v Zenicko-dobojském kantonu. Nachází se asi 46 km severozápadně od Sarajeva. V roce 2013 žilo ve Vareši 3 117 obyvatel, v celé opčině pak 9 556 obyvatel.
Součástí opčiny je celkem 64 trvale obydlených vesnic:
- Bijelo Borje 17
- Borovičke Njive 5
- Brda 5
- Brezik 53
- Brgule 21
- Budoželje 726
- Čamovine 5
- Dabravine 329
- Daštansko 118
- Donja Borovica 159
- Donje Očevlje 5
- Donja Vijaka 37
- Diknjići 15
- Dragovići 125
- Duboštica 57
- Gornja Borovica 168
- Gornja Vijaka 61
- Hodžići 183
- Ivančevo 68
- Javornik 111
- Kadarići 120
- Kokoščići 261
- Kolonija Pržići 29
- Kopališta 5
- Kopijari 5
- Krčevine 77
- Ligatići 192
- Luke 116
- Ljepovići 103
- Mijakovići 167
- Mir 22
- Mižnovići 99
- Mlakve 5
- Naseoci 13
- Neprivaj 80
- Oćevija 86
- Osoje 28
- Osredak 5
- Ostrlja 5
- Pajtov Han 19
- Pajtovići 5
- Planinica 5
- Pobilje 5
- Pogar 148
- Položac 5
- Pomenići 45
- Pržići 69
- Radonjići 152
- Radoševići 48
- Ravne 207
- Semizova Ponikva 23
- Sjenokos 65
- Slavin 5
- Strica 54
- Striježevo 351
- Stupni Do 135
- Tisovci 45
- Toljenak 5
- Tribija 5
- Vareš 3 117
- Vareš Majdan 1 141
- Višnjići 28
- Zabrezje 5
- Zaruđe 50
- Zubeta 116
- Zvijezda 27

Nacházejí se zde i zaniklé vesnice Blaža, Ćeće, Debela Međa, Draževići, Karići, Kolovići, Kunosići, Letevci, Okruglica, Orah, Podjavor, Poljanice, Rokoč, Samari, Seoci, Sršljenci, Šikulje, Žalja a Žižci.